# الاتحاد الوطني للمرأة الصحراوية
الاتحاد الوطني للمرأة الصحراوية هي منظمة نسائية في الجمهورية العربية الصحراوية، تم تأسيسها عام 1974، وهي تعتبر رابطة للاجئين الصحراويين، وتقول المنظمة أن لديها 10000 عضو.
تنشط المنظمة دائما في موضوع اللاجئين الصحراويين في تندوف بالجزائر، حيث أنها قوة قوية داخل الجمهورية الصحراوية وجبهة البوليساريو. وتنشط المنظمة دوليا في تنظيم الدعم للمرأة الصحراوية، والقضية الصحراوية، وكذلك حملات لحقوق المرأة داخل المجتمع المنفى وفي صنع القرار السياسي.
ونتيجة لهذا وبسبب الظروف الخاصة لسنوات الحرب في الصحراء الغربية، قد تحسن حالة المرأة الصحراوية بشكل ملحوظ. وهناك حاليا امرأتان في حكومة الجمهورية الصحراوية وهم وزيرة الثقافة خديجة حمدي، ووزيرة التعليم مريم السالك احمادة.